# Minneola (Florida)
Minneola és una població dels Estats Units a l'estat de Florida. Segons el cens del 2000 tenia 5.435 habitants.

## Demografia
Segons el cens del 2000, Minneola tenia 5.435 habitants, 1.929 habitatges, i 1.516 famílies. La densitat de població era de 685,8 habitants/km².
Dels 1.929 habitatges en un 42,4% hi vivien nens de menys de 18 anys, en un 65,7% hi vivien parelles casades, en un 8,5% dones solteres, i en un 21,4% no eren unitats familiars. En el 16,6% dels habitatges hi vivien persones soles el 4,6% de les quals corresponia a persones de 65 anys o més que vivien soles. El nombre mitjà de persones vivint en cada habitatge era de 2,81 i el nombre mitjà de persones que vivien en cada família era de 3,14.
Per edats la població es repartia de la següent manera: un 29,7% tenia menys de 18 anys, un 5,9% entre 18 i 24, un 37,2% entre 25 i 44, un 18,5% de 45 a 60 i un 8,7% 65 anys o més.
L'edat mediana era de 33 anys. Per cada 100 dones de 18 o més anys hi havia 95,7 homes.
La renda mediana per habitatge era de 46.250 $ i la renda mediana per família de 52.645 $. Els homes tenien una renda mediana de 36.231 $ mentre que les dones 23.569 $. La renda per capita de la població era de 20.721 $. Entorn del 3,7% de les famílies i el 6,1% de la població estaven per davall del llindar de pobresa.

## Poblacions més properes
El següent diagrama mostra les poblacions més properes.